# Tour della nazionale maschile di rugby a 15 dell'Argentina 1975
Nel 1975, la nazionale argentina di rugby si reca in tour in Francia. Disputa due test match entrambi persi.

## Il team
- Alberto J. Traini capo delegazione
- Eduardo J.T. Poggi allenatore
- Eduardo Scharenberg vice-allenatore
- Sr. Carlos Guarra manager
- giocatori
  - Eduardo Morgan (capitán)
  - Daniel Béccar Varela
  - Gonzalo Béccar Varela
  - Carlos Bori
  - Carlos Bottarini
  - Adolfo Cappelletti
  - Oscar Carbone
  - Mario Carluccio
  - Jorge Carracedo
  - Guillermo Casas
  - Alejandro Cerioni
  - Mariano Correa
  - José Javier Fernández
  - Eduardo García Terán
  - Jorge Miguel Gauweloose
  - Raúl L'Erario
  - Juan Antonio Mangiamelli
  - Ricardo Mastai
  - Hugo Miguens
  - Carlos María Neyra
  - Hugo Nicola
  - Javier O'Farrell
  - Hugo Porta
  - Ricardo Rinaldi
  - Arturo Rodríguez Jurado
  - Martín Sansot
  - Alejandro Travaglini
  - Eduardo Vila

## Risultati
Sistema di punteggio: meta = 4 punti, Trasformazione=2 punti .Punizione e calcio da mark=  3 punti. drop = 3 punti. 
| Arbitro: | Alain Domercq |

| |           |                                                                            |
| 32' m. Serre tr. Vivies (6-10) 36' c.p. Lataste (9-10) 13' 17' c.p. Vivies (15-10); 70' e 74' m. Petrissans (23-10) 77' m. Paparemborde (27-10) | Marcatori | 3' m. Travaglini (0-4) 29' m. Sansot tr. Porta (0-10) 80'm. Morgan (27-14) |

| Limoges 12 ottobre 1975                                                                                            | Second Division XV | 3 – 10                                                    | Argentina XV |  |
| \| \| \| \| \| 45' c.p. Barella (3-6) \| Marcatori \| 16' 38' c.p. Beccar Varela (0-6) 72' m. Travaglini (3-10) \| |                    |                                                           |              |  |
| |                    |                                                           |              |  |
| 45' c.p. Barella (3-6)                                                                                             | Marcatori          | 16' 38' c.p. Beccar Varela (0-6) 72' m. Travaglini (3-10) |              |  |

| Carcassonne 15 ottobre 1975                                                                                           | Languedoc | 3 – 9                                                       | Argentina XV |  |
| \| \| \| \| \| 34' c.p. Benacloi (3-9) \| Marcatori \| 4' c.p. Porta (0-3) 30' m. D. Beccar Varela tr. Porta (0-9) \| |           |                                                             |              |  |
| |           |                                                             |              |  |
| 34' c.p. Benacloi (3-9)                                                                                               | Marcatori | 4' c.p. Porta (0-3) 30' m. D. Beccar Varela tr. Porta (0-9) |              |  |

| Arbitro: | Patrick d'Arcy |

| |            | |
| 16' m. Pécune (4-3) 22' m. Skrela (8-3) 40' c.p. Romeu (11-6) 41'm. Pécune (15-6) 65' m. Fouroux (19-6) 74' m. Rives (23-6) 80' Droitecourt tr. Romeu (29-6) | Marcatori  | 1' c.p. Porta (0-3) 37' c.p. Porta (8-6) |
| 15.Michel Droitecourt, 14.Joel Pecune, 13.Roland Bertranne, 12.Christian Badin, 11.Andre Dubertrand, 10.Jean-Pierre Romeu, 9.Jacques Fouroux (cap), 8.Jean-Pierre Bastiat, 7.Jean-Claude Skrela, 6.Jean-Pierre Rives, 5.Michel Palmie, 4.Francis Haget, 3.Robert Paparemborde, 2.Alain Paco, 1.Gerard Cholley | Formazioni | 15.Martin Sansot, 14.Daniel Beccar Varela, 13.Arturo Rodríguez (pugile), 12.Alejandro Travaglini, 11.Jorge Gauweloose, 10.Hugo Porta, 9.Eduardo Morgan (cap), 6.Ricardo Mastai, 8.Hugo Miguens, 7.Carlos Neyra, 5.Carlos Bottarini, 4.Jose Fernandez, 3.Mario Carluccio, 2.Guillermo Casas, 1.Hugo Nicola |

| Arbitro: | Gerard Chardon |

| |           | |
| 1' c.p. Laporte (3-0) 24' m. J.P. Aue tr. Laporte (9-6) 29' m. Massac tr. Laporte (15-6) 37' c.p. Laporte (18-12) 76' drop Sarnel (21-19) | Marcatori | 11 15' c.p. Beccar Varela (3-6) 35' m. e tr. Beccar Varela (15-12) 42' drop Beccar Varela (18-15) 50' c.p. Beccar Varela (18-18) |

| Arbitro: | Meirion Josep |

| |            | |
| 3' 6' c.p. Romeu(6-0) 13' m. Paparemborde tr. Romeo (12-0) 20' c.p. Romeu (15-0) 22' m. Skrela (19-0) 33' m. Broitecourt (23-6) 37' c.p. Romeu (26-9) 70' m. Romeu(30-21) 78' m. Astre tr. Romeu (36-21) | Marcatori  | 24' c.p. Sansot (19-3) 28' c.p. Porta (19-6) 35 c.p. Porta (23-9) 40' 49' c.p. Porta (28-15) 58' m.Gauweloose tr. Porta (26-21) |
| 15.Michel Droitecourt, 14.Joel Pecune, 13.Roland Bertranne, 12.Jean-Martin Etchenique, 11.Andre Dubertrand, 10.Jean-Pierre Romeu, 9.Richard Astre (cap.), 8.Jean-Pierre Bastiat, 7.Jean-Claude Skrela, 6.Jean-Pierre Rives, 5.Michel Palmie, 4.Francis Haget, 3.Robert Paparemborde, 2.Alain Paco, 1.Gerard Cholley | Formazioni | 15.Martin Sansot, 14.Daniel Beccar Varela, 13.Arturo Rodríguez (pugile), 12.Alejandro Travaglini, 11.Jorge Gauweloose, 10.Hugo Porta, 9.Eduardo Morgan (cap.), 7.Jorge Carracedo, 8.Carlos Bori, 6.Carlos Neyra, 5.Carlos Bottarini, 4.Jose Fernandez, 3.Alejandro Cerioni, 2.Guillermo Casas, 1.Hugo Nicola - Sostituti: Eduardo Vila |

| Bourges 29 ottobre 1975 | Bourges XV | 16 – 17                                                                                               | Argentina XV |  |
| \| \| \| \| \| 9' c.p. Pommier (3-3); 23' m. Perez (7-3); 49' c.p. Pommier(10-9) 65' m. Perez tr. Pommier (16-13) \| Marcatori \| 7' c.p. Sansot (0-3) 25 ' 35' c.p. Sansot (7-9) 58' m. Gauweloose (10-13); 32' m. Cappelletti (16-17) \| |            | |              |  |
| |            | |              |  |
| 9' c.p. Pommier (3-3); 23' m. Perez (7-3); 49' c.p. Pommier(10-9) 65' m. Perez tr. Pommier (16-13) | Marcatori  | 7' c.p. Sansot (0-3) 25 ' 35' c.p. Sansot (7-9) 58' m. Gauweloose (10-13); 32' m. Cappelletti (16-17) |              |  |